# 北浦和公園

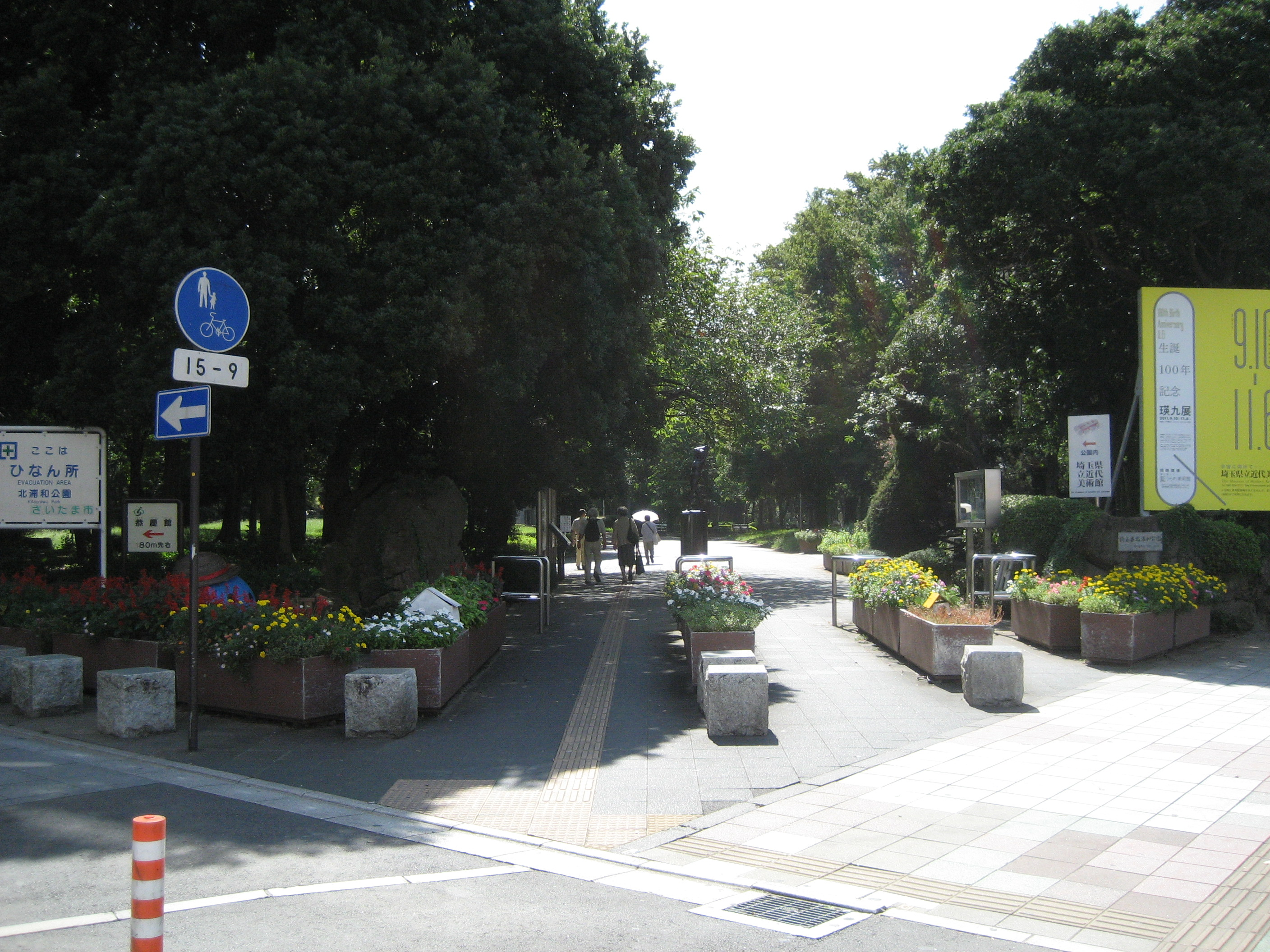
北浦和公園

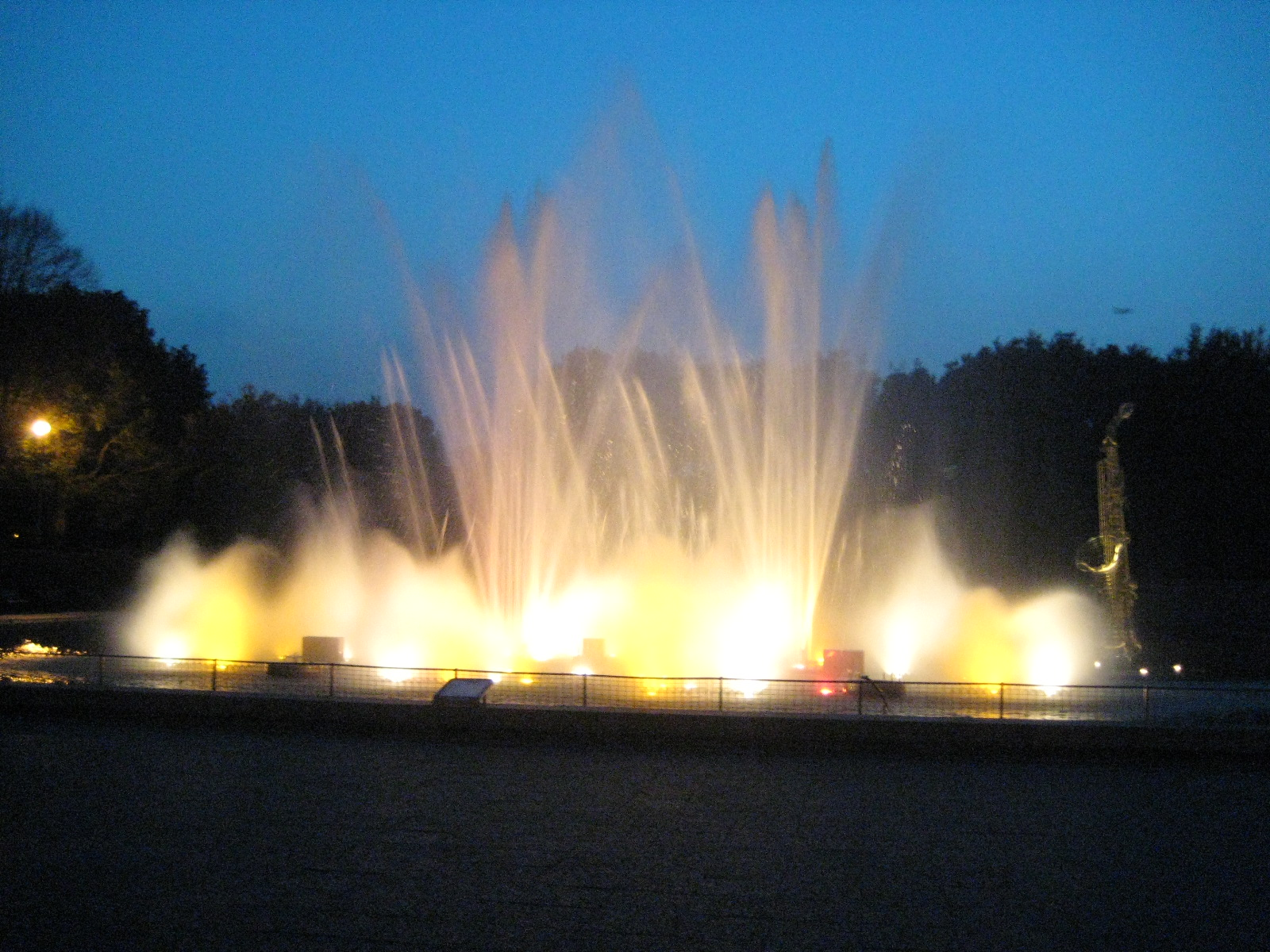
ライトアップされた夕方の音楽噴水

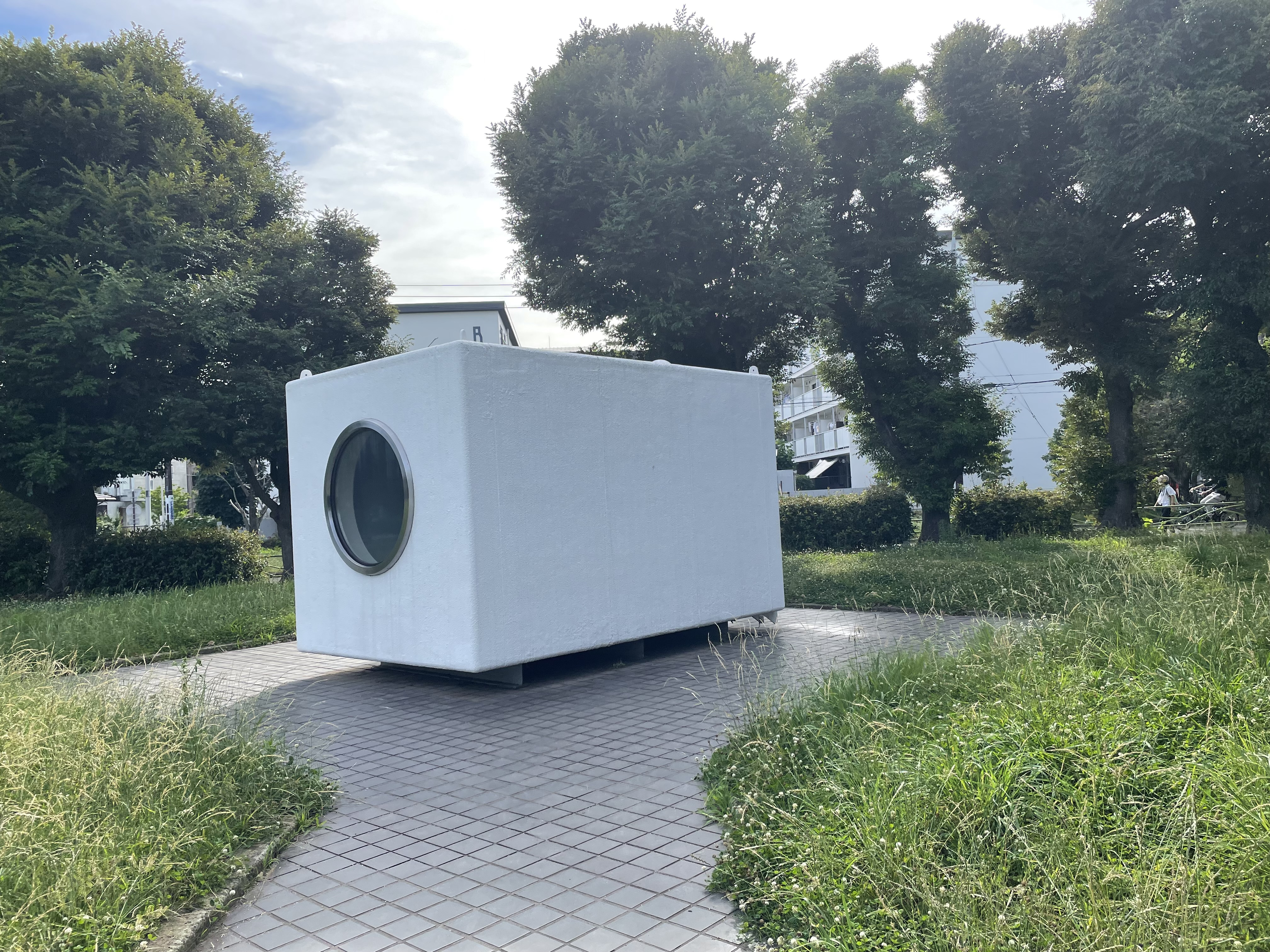
中銀カプセルタワービルのプロトタイプカプセル展示

北浦和公園（きたうらわこうえん）は、埼玉県さいたま市浦和区常盤九丁目にある公園。埼玉県営の都市公園。

## 概要
当地には大正時代より旧制浦和高等学校が立地しており、1950年以降埼玉大学文理学部のキャンパスが置かれていた。埼玉大学は浦和市（現さいたま市桜区）大字下大久保へ1969年までに統合移転して、その跡地が公園として整備され、1974年に開設された。1982年には、公園内に埼玉県立近代美術館が開館した。
園内には、「音楽噴水」と呼ばれる大きな噴水がある。毎日10時から20時（9月から2月の間は18時まで）の2時間おきに約10分間音楽が奏でられ、それに合わせて大小様々な噴水が踊る仕組みになっている。日中はクラシック音楽、夜はジャズの曲が奏でられ、夕方以降は噴水のライトアップも行われる。
2015年2月には約1ヶ月半かけて噴水設備の改修工事が行われ、同年4月11日から新たに曲数が4曲追加された上で運転を再開した。従来はクラシック音楽のみが奏でられていたが、新たにジャズの曲目も2曲追加された。また、当初は18時及び20時において約20分間行われていた演出が、日中と同様である約10分間に統一された。
音楽噴水運転時間以外には｢音楽噴水」の後方において音楽無しの大噴水が演出される。
公園内には子どもの遊具施設及び様々なオブジェがあり市民の憩いの広場になっている。年に数回、秋頃を中心に芸術関連のイベントが園内で開かれる。
なお、当公園の南側に隣接して、さいたま市立浦和北公園がある。事実上、二つの公園は一体となっているが、行政上は異なる公園として管理されている。
園内の「音楽噴水」は時折、ドラマや映画のロケ地として使用されることもある。2010年7月2日夜から3日未明にかけて「音楽噴水」が映画『ゴースト もういちど抱きしめたい』のロケに使用された。この際、普段は音楽に合わせて自動運転する「音楽噴水」を後方の大噴水と共に係員の手動操作によって音楽無しで運転し、噴水池内の全てのライトを一斉に発光させた。この他にも、2016年1月12日には日本テレビ系「水曜ドラマ」枠のドラマ「ヒガンバナ〜警視庁捜査七課〜」、2017年4月28日には日本テレビ系「日曜ドラマ」枠のドラマ「フランケンシュタインの恋」、2019年6月にはTBSテレビ「火曜ドラマ」枠のドラマ「わたし、定時で帰ります。」の撮影もそれぞれ行われている。
近年、北浦和公園ではリニューアル工事が行われ、前述の音楽噴水の改修工事に加え、樹木の伐採・剪定作業が行われているほか、美術館では2014年9月1日から2015年4月10日まで大規模改修工事を行ったため全面休館となっていた。
2012年から中銀カプセルタワービルのプロトタイプカプセルが寄贈され展示されている。

## 開園時間
公園自体は24時間年中無休。
美術館は10時から17時30分（県展期間中と夏季は20時まで）となっており、入場は閉館の30分前までとなっている。また、月曜（祝日を除く）と年末年始（12月25日から1月4日）は休館。

## アクセス
JR京浜東北線 北浦和駅西口より徒歩2分。